# Promotion League
La Promotion League è il massimo torneo dilettantistico del campionato svizzero di calcio e il terzo nell'organigramma generale. La manifestazione è stata inaugurata nella stagione 2012-2013.
La sua nascita è stata decisa il 12 novembre 2010 nel quadro della riforma della Swiss Football League ed è stata ufficializzata il 21 maggio 2011.

## Formato
Le 18 squadre partecipanti giocano un girone all'italiana, per un totale di 34 giornate. Al termine di esse la prima classificata è promossa in Challenge League, a patto che soddisfi i criteri di professionismo stabiliti dalla federazione, mentre le ultime due sono retrocesse in 1ª Lega.

## Storia
Il campionato è stato introdotto nella stagione 2012-2013 come Prima Lega Promotion, per la necessità di smagrire il settore professionistico del calcio svizzero, che con i suoi allora 26 club appariva troppo ingente per un paese di soli sette milioni di abitanti, e al contempo mantenere le società escluse in una competizione di livello nazionale. All'edizione inaugurale presero parte 16 squadre: alle 5 compagini retrocesse dalla Challenge League 2011-2012, si aggiunsero le 7 migliori squadre provenienti dalla 1ª Lega e le 4 migliori rappresentative U-21; il campionato fu espanso a 18 squadre a partire dalla stagione 2022-2023.

## Le squadre

### Organico 2024-2025
| Club            | Città             |
| --------------- | ----------------- |
| Baden           | Baden             |
| Basilea II      | Basilea           |
| Bavois          | Bavois            |
| Bienne          | Bienne            |
| Breitenrain     | Berna             |
| Brühl           | San Gallo         |
| Bulle           | Bulle             |
| Cham            | Cham              |
| Delémont        | Delémont          |
| Grand-Saconnex  | Le Grand-Saconnex |
| Kriens          | Kriens            |
| Lucerna II      | Lucerna           |
| Lugano II       | Lugano            |
| Paradiso        | Paradiso          |
| Rapperswil-Jona | Rapperswil        |
| Vevey           | Vevey             |
| Young Boys II   | Berna             |
| Zurigo II       | Zurigo            |

## Albo d'oro

### Prima Lega Promotion (2012-2014)
| Stagione | Vincitore |
| -------- | --------- |
| 2012–13  | Sciaffusa |
| 2013–14  | Le Mont   |

### Promotion League (2014-attuale)
| Stagione | Vincitore       |
| -------- | --------------- |
| 2014–15  | Neuchâtel Xamax |
| 2015–16  | Servette        |
| 2016–17  | Rapperswil-Jona |
| 2017–18  | Kriens          |
| 2018–19  | Stade Lausanne  |
| 2019–20  | non assegnato   |
| 2020–21  | Yverdon         |
| 2021–22  | Bellinzona      |
| 2022–23  | Lucerna II      |
| 2023-24  | Étoile Carouge  |
| 2024-25  | Rapperswil-Jona |